# Bad Schwalbach
Bad Schwalbach (tot 1927 Langenschwalbach) is een gemeente en kuuroord in de Duitse deelstaat Hessen. Het is de Kreisstadt van de Rheingau-Taunus-Kreis. De stad telt 11.207 inwoners.

## Geografie
Bad Schwalbach heeft een oppervlakte van 40,27 km² en ligt in het centrum van Duitsland, iets ten westen van het geografisch middelpunt.

## Delen van Bad Schwalbach
- Adolfseck
- Bad Schwalbach
- Fischbach
- Heimbach
- Hettenhain
- Langenseifen
- Lindschied
- Ramschied

## Geboren
- Erol Bulut (1975), Turks-Duitse voetballer

Aarbergen ·
Bad Schwalbach ·
Eltville am Rhein ·
Geisenheim ·
Heidenrod ·
Hohenstein ·
Hünstetten ·
Idstein ·
Kiedrich ·
Lorch ·
Niedernhausen ·
Oestrich-Winkel ·
Rüdesheim am Rhein ·
Schlangenbad ·
Taunusstein ·
Waldems ·
Walluf